# Philippe Ier de Lévis
Ne doit pas être confondu avec son ancêtre Philippe Ier de Lévis, membre fondateur de la maison de Lévis
Philippe Ier de Lévis ou Philippe Ier de Lévis-Mirepoix (1259 - après 1304) est vicomte de Lautrec de 1296 à sa mort. Il est aussi seigneur de Lévis et de coseigneur de Florensac.

## Biographie
Né vers 1259, Philippe Ier de Lévis est le quatrième fils de Guy III de Lévis et d'Isabelle de Montmorency, fille de Bouchard II de Marly. Il est ainsi membre de la maison de Lévis.
Le 11 septembre 1296, il épouse Béatrix de Lautrec, fille du vicomte Bertrand II de Lautrec. Celui-ci est alors déjà mort depuis 1284, et Béatrix était auparavant mariée à Bertrand de Goth. Ainsi, par cette alliance, Philippe Ier devient aussi vicomte de Lautrec, bien qu'il ne possède qu'un seul sixième de la vicomté, partageant le reste avec d'autres membres de la famille de Lautrec. Il est alors à l'origine d'une des nouvelles lignées de vicomtes, qui durera jusqu'à la fin du XVe siècle.
Le 28 juillet 1298, il rend hommage pour sa part de la vicomté à l'évêque de Cahors, Sicard de Montaigu.
Lorsqu'en 1299 son père meurt, il hérite de la seigneurie de Florensac, qu'il partage avec son frère, Eustache. Cette même année, un arrêt du parlement de Paris le titre de damoiseau, mais le condamne surtout à prêter hommage au roi de France. pour le château de Sénégats
Guerrier insatiable, il prend part à de nombreuses batailles, et principalement à la guerre de Flandre. Il survit ainsi au massacre des chevaliers français qu'est la bataille de Courtrai en 1302. Le 12 juin 1304, il est de retour sur ses terres, puisqu'il est payé de ses gages au Trésor de Toulouse. On ne trouve plus de mention de sa personne après 1304. À sa mort, son fils aîné, Philippe II de Lévis, hérite de son titre de vicomte.

## Mariage et postérité
De son mariage avec Béatrix (ou Béatrice) de Lautrec sont issus :
- Philippe II de Lévis, son successeur en tant que vicomte ;
- Bertrand de Lévis (? - après 1380), seigneur de Florensac.